# Рунье, Ведран
Ведран Рунье (хорв. Vedran Runje; род. 10 февраля 1976, Синь, СФРЮ) — хорватский футболист, вратарь.

## Карьера
Профессиональную карьеру начал в 1996 году в «Хайдуке», в 1998 году перешёл в бельгийский «Стандард», затем с 2001 года играл в составе марсельского «Олимпика», в 2004 году вернулся в «Стандард»; в 2006 году перешёл в стамбульский «Бешикташ», из которого в 2007 году перешёл в «Ланс».
В составе национальной сборной Хорватии дебютировал 15 ноября 2006 года в матче отборочного турнира чемпионата Европы со сборной Израиля. Участник чемпионата Европы 2008 года. 26 мая 2011 года расторг контракт с «Лансом» по обоюдному согласию.

## Достижения
- Лучший вратарь чемпионата Бельгии (3): 1998/99, 2000/01, 2005/06